# Смилли, Джеймс Дэвид
Джеймс Дэвид Смилли (англ. James David Smillie; 1833—1909) — американский художник.

## Биография
Родился 16 января 1833 года в Нью-Йорке. Его отец — Джеймс Смилли (James Smillie, 1807—1885), шотландский гравёр, эмигрировавший в Нью-Йорк в 1829 году; в 1851 году, вместе со своим братом Уильямом Каммингом (William Cumming, 1813—1908), был избран в Национальную академию дизайна. Он был гравёром-пейзажистом и много сделал работ для печати банкнот.
Первоначально живописи Джеймс учился у отца, потом продолжил своё образование в Национальной академии дизайна. Занимался также гравировкой — банкнот и некоторых иллюстраций, в частности, рисунков Феликса Дарли для романов Джеймса Фенимора Купера. В 1865 году Джеймс Дэвид Смилли был избран членом Национальной академии дизайна, в 1876 году стал её академиком. Был в числе основателей Американского общества акварелистов, в котором в 1866—1873 годах был казначеем, а 1873—1878 годах — президентом. Также был в числе организаторов Нью-Йоркского клуба гравёров.
Был женат на Анне Кук. Его брат Джордж Генри Смилли также был художником.
Умер 14 сентября 1909 года в Нью-Йорке. Был похоронен на кладбище Грин-Вуд в Бруклине.
- Некоторые работы
- Gay Head, Martha's Vineyard
- On the Ausable
- The Rocky Mountains, Lander's Peak